# Ding Xuexiang
Dans ce nom chinois, le nom de famille, Ding, précède le nom personnel.
Ding Xuexiang (en chinois : 丁薛祥 ; pinyin : Dīng Xuēxiáng), né le 13 septembre 1962 à Nantong, est un homme politique chinois qui est actuellement le premier vice-premier ministre de Chine et le sixième membre du Comité permanent du Politburo du Parti communiste chinois.
Considéré comme un proche confident du secrétaire général du PCC Xi Jinping, Ding a fait partie de l'équipe de Xi pendant son mandat à Shanghai, puis l'a suivi à Pékin. Il a été directeur du bureau du secrétaire général du PCC entre 2013 et 2023 et directeur du bureau général du PCC entre 2017 et 2023. Il a également été membre du 19e Politburo du Parti et premier secrétaire du Secrétariat du Parti entre 2017 et 2022.

## Biographie

### Jeunesse et études
Ding Xuexiang est né à Nantong, dans la province de Jiangsu, le 13 septembre 1962. Il s'est inscrit à l'université en 1978, à l'âge de 16 ans, et a obtenu en 1982 un diplôme d'ingénieur à l'Institut des machines lourdes du Nord-Est à Qinghuangdao, rebaptisé par la suite Université de Yanshan.
Ding a obtenu son premier emploi à l'Institut de recherche sur les matériaux de Shanghai (SRIM) en 1982, où il a d'abord été chargé de recherche. Il a rejoint le Parti communiste chinois (PCC) en 1984 et est devenu cette année-là secrétaire de la Ligue de la jeunesse communiste au SRIM. En 1988, il devient directeur du bureau général et du département de propagande de l'institut, puis directeur du département no 9 en 1992. En 1989, il s'inscrit à l'école de gestion de l'université de Fudan, où il obtient en 1994 une maîtrise en sciences et gestion dans le cadre d'études à temps partiel. En 1994, il est devenu directeur adjoint de l'institut, avant d'en devenir le directeur et le secrétaire du parti en 1996, fonctions qu'il a occupées jusqu'en 1999.

### Carrière politique
Ding s'est ensuite lancé dans la politique après avoir obtenu son premier poste de cadre, en tant que directeur adjoint de la commission municipale de la science et de la technologie de Shanghai, en 1999. Il devient chef du district de Zhabei en 2001. En 2004, il est nommé directeur adjoint du département de l'organisation du comité du parti municipal de Shanghai et directeur du bureau du personnel du gouvernement populaire municipal de la ville. En 2006, il devient secrétaire général adjoint et directeur du bureau général du comité du parti municipal de Shanghai.
En 2007, il est promu secrétaire général et devient membre du comité permanent de la municipalité. À ce poste, il a été le chef de cabinet de quatre secrétaires du parti de Shanghai : Cheng Liangyu, Han Zheng, Xi Jinping et Yu Zhengsheng. En 2012, il devient secrétaire du comité politique et juridique du comité municipal du parti. Ding a été élu membre suppléant du comité central lors du 18e congrès du parti en novembre 2012. 
Par la suite, Ding est devenu directeur du bureau du secrétaire général du PCC en mai 2013, il était chargé d'aider le secrétaire général du PCC Xi Jinping. En 2016, Ding est devenu directeur adjoint du bureau général du PCC. Il a alors rejoint le Politburo et le secrétariat du PCC en octobre 2017. En novembre 2017, il est devenu directeur du bureau général du PCC tout en conservant le poste de directeur du bureau du secrétaire général du PCC (chef de cabinet).

### Au poste de vice-premier ministre
À la suite de la première session plénière du 20e Comité central du PCC en octobre 2022, Ding a été élevé au Comité permanent du Politburo du PCC, l'organe décisionnel suprême de la Chine. Lors de sa nomination, Voice of America a décrit Ding comme étant « loyal et fort en matière de coordination, mais manquant d'expérience dans la gestion macroéconomique et les affaires sociales ». 
En mars 2023, Ding succède à Han Zheng en tant que premier vice-premier ministre de Chine et chef du Groupe directeur central pour les affaires de Hong Kong et de Macao. Son portefeuille comprend le développement et la réforme, l'éducation, la science et la technologie (en), la finance, l'écologie et l'environnement, les statistiques et la propriété intellectuelle (en). Le même mois, il assiste au Forum sur le développement de la Chine. En juin 2024, il se révèle être le chef de la Commission centrale pour la science et la technologie (en). En mai 2023, il assiste à la cérémonie d'ouverture du forum Zhongguancun à Pékin, où il appelle la Chine à accélérer l'innovation technologique. En octobre 2023, Ding se rend à Shenzhen, où il visite DJI, des laboratoires locaux et Hetao, une zone de coopération technologique avec Hong Kong.

#### Politique étrangère
En mai 2023, il participe à la huitième réunion annuelle de la Nouvelle Banque de Développement. En juillet 2023, la Chine et l'Union européenne ont organisé le quatrième dialogue de haut niveau UE-Chine sur l'environnement et le climat. La délégation européenne en Chine était dirigée par Frans Timmermans, tandis que la Chine était représentée par Ding. Les deux parties ont déclaré qu'elles continueraient à coopérer dans la lutte contre le changement climatique, la perte de biodiversité et la pollution. Les deux parties ont convenu d'assurer le succès de la COP28, de mettre en œuvre le plan de sauvegarde de biodiversité Kunming-Montréal, de faire progresser le traité sur la haute mer, de coopérer en matière de politique de l'eau et de parvenir à un accord mondial sur la pollution plastique d'ici à 2024. Les deux parties ont également convenu de soutenir l'économie circulaire. En novembre 2023, Ding a participé à la COP28 à Dubaï. En janvier 2025, il a participé au sommet annuel du Forum économique mondial, où il a prononcé un discours dans lequel il a déclaré que la Chine ne cherchait pas à obtenir un excédent commercial.

#### Sur Hong Kong
En septembre 2023, Ding a délivré un message vidéo préenregistré lors de la cérémonie d'ouverture d'un forum de deux jours sur l'initiative Belt and Road à Hong Kong. En novembre 2023, Ding Xuexiang a rencontré environ 150 représentants de la jeunesse de Hong Kong et de Macao pour la première fois à Beijing pour leur transmettre l'affection du président Xi Jinping pour les jeunes. Il s'est engagé à soutenir le développement de la jeunesse à Hong Kong avec davantage de « travail concret “, notamment sur les opportunités d'études et d'emploi, la création d'entreprises et les questions de logement, considérant les jeunes comme le ” sang neuf » pour le développement de la nation. En mars 2024, Ding a rencontré les députés de Hong Kong à l'Assemblée nationale populaire, où il a appelé à promulguer rapidement la législation de l'article 23.

## Vie privée
Le fils de Ding travail à la Banque de développement de Chine.